# Comté de DuPage
Le comté de DuPage (en anglais: DuPage County) est un comté situé dans l'État de l'Illinois aux États-Unis. Selon le Bureau du recensement des États-Unis, la population du comté était de 932 877 habitants en 2020, ce qui en fait le deuxième comté le plus peuplé de l'État après le comté de Cook, limitrophe au nord et à l'est. Les deux comtés réunis comportent la moitié de la population totale de l'Illinois. Celui-ci fait partie de l'aire métropolitaine de Chicago.
Une petite partie de la ville de Chicago est située dans les limites du comté, cependant le secteur est principalement à caractère commercial. La majorité du comté de DuPage est dans les indicatifs téléphoniques 630 et 331; pourtant, la partie du comté située dans la ville de Chicago est dans l'indicatif téléphonique 773 (indicatif de la ville de Chicago), bien que la partie du comté dans Chicago fasse essentiellement partie de l'aéroport international O'Hare de Chicago.
Le comté de DuPage est né en 1839 d'une scission du comté de Cook.

## Géographie
Les rivières DuPage et Salt Creek traversent le comté. Son point culminant est situé dans le Mallard Lake Landfill et s'élève à 299 mètres. Le comté est bordé par le comté de Cook au nord et à l'est, le comté de Will au sud, le comté de Kendall au sud ouest et le comté de Kane à l'Ouest. 
97,1 km2 du comté est constitué de forêts protégées par le Forest Preserve District of DuPage County. Les principaux parcs sont le Lisle's Morton Arboretum, le Westmont's Ty Warner Park, le Lombard's Lilacia Park et la Naperville's Centennial Beach. Le centre du comté est traversé par l'Illinois Prairie Path, une piste cyclable et de randonnée, qui croise en plusieurs endroits le Great Western Trail et le Fox River trail. Le comté dispose également de plusieurs terrains de golf.

## Démographie
Selon le recensement bureau du recensement des États-Unis de 2020, il y a 932 877 habitants dans le comté, 325 601 ménages et 234 432 familles. Sa densité de population est de 1 050 hab/km2. 
84,05 % de la population du comté sont Blancs (17,3 % sont d'origine allemande, 11,8 % irlandaise, 11 % italienne, 9,8 % polonaise et 5,1 % anglaise), 3,05 % sont Afro-Américains, 0,17 % sont amérindiens, 7,88 % sont asiatiques, 0,02 % sont originaires des îles du Pacifique, 3,12 % d'un autre groupe ethnique et 1,71 % de deux ou plusieurs groupes ethniques. 9 % de la population est hispanique (notion qui ne préjuge d'aucun groupe ethnique). 79,3 % des habitants parlent l'anglais, 7,7 % l'espagnol, 1,5 % le polonais et 1,2 % le tagalog.
Parmi les 325 601 foyers, 37 % comptaient un ou des enfants de moins de 18 ans, 60,9 % étaient des couples mariés vivant ensemble, 7,9 % étaient composé d'une mère célibataire. 22,9 % des foyers étaient constitués d'un individu vivant seul et 6,8 % d'une personne vivant seule de 65 ans ou plus. Le nombre moyen de personnes par foyer était de 2,73 et une famille moyenne comptait 3,27 membres. 26,7 % des habitants avaient moins de 18 ans, 8,2 % entre 18 et 24 ans, 32,4 % entre 25 et 44 ans, 22,8 % entre 45 et 64 ans et 9,8 % 65 ans et plus. L'âge moyen était de 35 ans.
Le revenu moyen par habitant était de 36 532 dollars. 3,6 % de la population vivaient -dessous du seuil de pauvreté et 2,4 % pour les familles. De toute la population, 3,9 % des moins de 18 ans et 4,3 % des plus de 65 ans vivaient au-dessous du seuil de pauvreté.
Les municipalités les plus peuplées du comté sont Naperville, Wheaton et Downers Grove.

## Subdivisions

### Townships

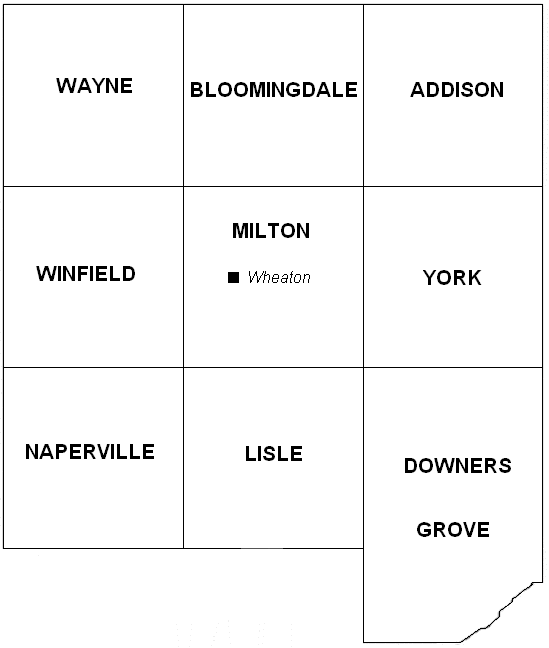
Townships et localisation du siège du comté

Le comté de DuPage est divisé en neuf townships, dont la liste les classe ci-dessous, par nombre d'habitants (nom - population - superficie).
- Downers Grove - 148 110 - 131,81 km2
- York - 124 553 - 92,29 km2
- Milton - 118 616 - 91,35 km2
- Lisle - 117 604 - 93,02 km2
- Bloomingdale - 111 709 - 92,05 km2
- Addison - 88 900 - 83,92 km2
- Naperville - 85 736 - 92,92 km2
- Wayne - 63 776 - 94,53 km2
- Winfield - 45 155 - 93,84 km2

## Transports
L'aéroport international O'Hare de Chicago (faisant partie de la ville de Chicago) est situé en partie dans le comté ; le DuPage Airport est l'aéroport principal pour l'aviation générale. Le comté est desservi par le réseau de bus Pace, dépendant de la Regional Transportation Authority (RTA).